# Liss-Kvarnsjön
Liss-Kvarnsjön är en sjö i Uppsala kommun i Uppland och ingår i Skeboåns huvudavrinningsområde. Sjön är 1,8 meter djup, har en yta på 0,015 kvadratkilometer och befinner sig 17 meter över havet.